# Darío Díaz

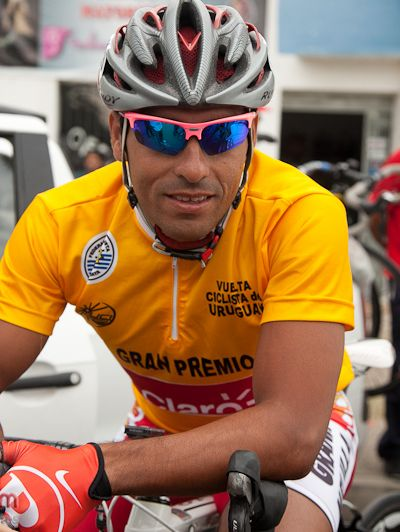
Darío Díaz (2012)

Darío Raúl Antonio Díaz (* 13. Juli 1981 in San Fernando del Valle de Catamarca) ist ein argentinischer Radrennfahrer.
Díaz gewann 2003 die Argentinische Meisterschaft im Straßenrennen der Klasse U23 und konnte in den Folgejahren mehrfach Erfolge auf Teilstücken und auch in der Gesamtwertung von kleineren argentinisches Rennen feiern. 2011 war er erstmals auf der UCI America Tour erfolgreich, indem es ihm gelang, zwei Etappen der Rutas de América zu gewinnen. Bei der Vuelta Ciclista al Uruguay im selben Jahr konnte er sechs von zehn Teilstücken gewinnen und belegte den zweiten Platz in der Gesamtwertung; 2012 gewann er zwei Etappen dieses Etappenrennens.

## Erfolge
2003
 Argentinischer Meister – Straßenrennen (U23)
2011
- zwei Etappen Rutas de América
- sechs Etappen Vuelta Ciclista al Uruguay

2012
- zwei Etappen Vuelta Ciclista al Uruguay